# Zimbabwe op de Olympische Zomerspelen 2020
Zimbabwe nam deel aan de Olympische Zomerspelen 2020 in Tokio, Japan. De Zimbabwaanse selectie wist geen medailles te winnen.

## Atleten
| sport    | mannen | vrouwen | totaal |
| -------- | ------ | ------- | ------ |
| Atletiek | 1      | 0       | 1      |
| Golf     | 1      | 0       | !      |
| Roeien   | 1      | 0       | 1      |
| Zwemmen  | 1      | 1       | 2      |
| totaal   | 4      | 1       | 5      |

## Sporten

### Atletiek
Mannen
Loopnummers
| atleet              | onderdeel | series | series | kwartfinale | kwartfinale | halve finale   | halve finale   | finale         | finale         |
| atleet              | onderdeel | tijd   | rang   | tijd        | rang        | tijd           | rang           | tijd           | rang           |
| ------------------- | --------- | ------ | ------ | ----------- | ----------- | -------------- | -------------- | -------------- | -------------- |
| Ngonidzashe Makusha | 100 m     | 10,32  | 1 Q    | 10,43       | 7           | niet geplaatst | niet geplaatst | niet geplaatst | niet geplaatst |

### Golf
Mannen
| atleet        | onderdeel | eerste ronde | tweede ronde | derde ronde | vierde ronde | totaal | totaal | totaal |
| atleet        | onderdeel | score        | score        | score       | score        | score  | par    | rang   |
| ------------- | --------- | ------------ | ------------ | ----------- | ------------ | ------ | ------ | ------ |
| Scott Vincent | mannen    | 73           | 67           | 66          | 67           | 273    | -11    | 16     |

### Roeien
Mannen
| atleet               | onderdeel | series  | series | herkansingen | herkansingen | kwartfinale | kwartfinale | halve finale | halve finale | finale  | finale |
| atleet               | onderdeel | tijd    | rang   | tijd         | rang         | tijd        | rang        | tijd         | rang         | tijd    | rang   |
| -------------------- | --------- | ------- | ------ | ------------ | ------------ | ----------- | ----------- | ------------ | ------------ | ------- | ------ |
| Peter Purcell-Gilpin | skiff     | 7:10,65 | 4 H    | 7.35,16      | 1 KF         | 7.37,97     | 6 HC/D      | 7.01,72      | 4 FD         | 7.03,85 | 20     |

Legenda: FA=finale A (medailles); FB=finale B (geen medailles); FC=finale C (geen medailles); FD=finale D (geen medailles); FE=finale E (geen medailles); FF=finale F (geen medailles); HA/B=halve finale A/B; HC/D=halve finale C/D; HE/F=halve finale E/F; KF=kwartfinale; H=herkansing

### Zwemmen
Mannen
| atleet        | onderdeel        | series | series | halve finale   | halve finale   | finale         | finale         |
| atleet        | onderdeel        | tijd   | rang   | tijd           | rang           | tijd           | rang           |
| ------------- | ---------------- | ------ | ------ | -------------- | -------------- | -------------- | -------------- |
| Peter Wetzlar | 100 m vrije slag | 50,31  | 42     | niet geplaatst | niet geplaatst | niet geplaatst | niet geplaatst |

Vrouwen
| atlete       | onderdeel     | series  | series | halve finale   | halve finale   | finale         | finale         |
| atlete       | onderdeel     | tijd    | rang   | tijd           | rang           | tijd           | rang           |
| ------------ | ------------- | ------- | ------ | -------------- | -------------- | -------------- | -------------- |
| Donata Katai | 100 m rugslag | 1.02,73 | 34     | niet geplaatst | niet geplaatst | niet geplaatst | niet geplaatst |